# Kurt Reiss (Regisseur)
Kurt Hermann Reiss (* 25. Februar 1903 in Zweibrücken; † 5. Januar 1960 in Hamburg) war ein deutscher Regisseur, Schauspieler und Autor.

## Leben
Kurt Reiss kam ursprünglich von der Bühne, bevor er als Regisseur der Münchner Kammerspiele engagiert wurde. Zu den Werken, die er dort inszenierte gehörten:
- Flucht von John Galsworthy, EA: 24. August 1928,
- Die Schule von Uznach von Carl Sternheim, EA: 9. Oktober 1928,
- Prinzessin Huschewind von Fritz Peter Buch, EA: 10. Dezember 1928 und
- Vettern von Rudolf Schneider-Schelde, EA: 13. Januar 1929.

Bei den Kammerspielen war er aber nicht besonders angesehen. Das immer mokante Ensemble des Hauses, das sich vor allem Gastregisseuren gegenüber häufig in abfälliger Weise äußerte, nannte ihn wegen seiner etwas übertriebenen Eleganz den Rayonchef oder den Konfektionär. Als er eines Abends in der Maximilianstraße seine damalige Freundin, die Schauspielerin Maria Byk, ohrfeigte, kam es zu einem Auflauf. Ein Schutzmann nahm den eifersüchtigen Reiss mit auf die Wache. Das nahm die Direktion der Kammerspiele dann zum äußeren Anlass, den Regisseur wegen öffentlichen Ärgernisses zu entlassen.
Laut Deutschem Bühnenjahrbuch war er seit 1923 Schauspieler und danach an folgenden Theatern engagiert:
- 1924: Schauspieler am Nationaltheater Mannheim
- 1925–1928: Schauspieler und 1928 auch Spielleiter am Schauspielhaus Düsseldorf
- 1928–1929: Spielleiter und Schauspieler am Stadttheater Augsburg und an den Münchener Kammerspielen
- 1932: Spielleiter, Dramaturg und Schauspieler am Neuen Theater in Frankfurt am Main
- 1948: Spielleiter an der Jungen Bühne Goslar (als Gast)
- 1956: Spielleiter am Theater im Zimmer, Hamburg
- 1959: Spielleiter an den Hamburger Kammerspielen (hier unter der Namensform Curt Reiß)

Seit 1945 war er freischaffend für den NWDR Hamburg und dessen Rechtsnachfolger, dem Norddeutschen Rundfunk tätig. Er verfasste zahlreiche Drehbücher für Hörspiele und setzte diese teilweise auch als Regisseur um. Später arbeitete er auch für den Bayerischen Rundfunk, den Süddeutschen Rundfunk und Radio Bremen. Gelegentlich war er auch für Filmproduktionen des NDR als Autor und Regisseur tätig. Das Hamburger Abendblatt nannte ihn in einem Nachruf einen „Pionier der modernen Hörspielform“.

## Hörspiele (Auswahl)
Regie
- 1946: Die Affaire Dreyfus (Nordwestdeutscher Rundfunk)
- 1947: Fissel und die Doppelte (Nordwestdeutscher Rundfunk)
- 1949: Das seltsame Abenteuer des Herrn Bichel (Nordwestdeutscher Rundfunk)
- 1950: General Frédéric (Nordwestdeutscher Rundfunk)
- 1950: Hundert Kronen (Illusion) (Nordwestdeutscher Rundfunk)
- 1951: Merlette (Nordwestdeutscher Rundfunk)
- 1951: Das Geheimnis der Yosemite-Indianer (Nordwestdeutscher Rundfunk)
- 1952: Der Tiger Jussuf (Nordwestdeutscher Rundfunk)
- 1954: Die Sache mit Fadenherr (Nordwestdeutscher Rundfunk)
- 1954: Meisterdetektiv Kalle Blomquist (vier Folgen, Norddeutscher Rundfunk)
- 1955: Der Nigger auf Scharhörn (Nordwestdeutscher Rundfunk)
- 1955: Das Unternehmen der Wega (Nordwestdeutscher Rundfunk)
- 1955: Geld spielt keine Rolle (Bayerischer Rundfunk)
- 1956: Akte 414: Wilhelm Voigt (Norddeutscher Rundfunk)
- 1956: Schloß am Meer (Norddeutscher Rundfunk / Westdeutscher Rundfunk)
- 1957: Die Golfstrom-Story (Norddeutscher Rundfunk / Westdeutscher Rundfunk)
- 1958: Ein Blinder geht durch die Stadt (Norddeutscher Rundfunk)
- 1959: Brigadevermittlung (Norddeutscher Rundfunk)
- 1959: Alkestis (Norddeutscher Rundfunk)
- 1959: Die Karaffe (Norddeutscher Rundfunk)
- 1959: Aufgabe von Siena (Norddeutscher Rundfunk)
- 1959: Unter dem Loofah-Baum (Südwestfunk)
- 1959: Die Ware Buch (Norddeutscher Rundfunk)
- 1959: Polen (Westdeutscher Rundfunk)
- 1959: Der Goldkäfer (Norddeutscher Rundfunk)
- 1959: Die Entscheidung (Norddeutscher Rundfunk)
- 1959: Die Räuber von Kardemomme (Norddeutscher Rundfunk)
- 1959: Die Brüder (Jonas und Bullone) (Bayerischer Rundfunk)
- 1963: Eheschule für Männer (Radio Bremen)
- 1963: Cäsar und Cleopatra (Radio Bremen)

Drehbuch
- 1947: Fissel und die Doppelte (Nordwestdeutscher Rundfunk)
- 1947: Hallo, hören Sie noch? (Nordwestdeutscher Rundfunk)
- 1947: Der Frosch auf der Leiter (Nordwestdeutscher Rundfunk)
- 1947: Der Hexer (Nordwestdeutscher Rundfunk)
- 1948: Eh’ noch reif die Ähren (mit Dieter Rohkohl, Nordwestdeutscher Rundfunk)
- 1952: Das Paradies der Dicken (Nordwestdeutscher Rundfunk)
- 1953: Queen Victoria – One Penny (Bayerischer Rundfunk)
- 1953: Das Streichholz ohne Kopf (Bayerischer Rundfunk)
- 1953–1954: Meisterdetektiv Camel Bluff (sieben Folgen, Nordwestdeutscher Rundfunk)
- 1954: Texas-Romanze (Nordwestdeutscher Rundfunk)
- 1955: Himmlische Romanze (Nordwestdeutscher Rundfunk)
- 1955: Geld spielt keine Rolle (Bayerischer Rundfunk)
- 1955: Drei Damen im Schrank (Nordwestdeutscher Rundfunk)
- 1956: Da Capo (Süddeutscher Rundfunk)
- 1957: Mord am Matterhorn (Norddeutscher Rundfunk)
- 1957: Die Nacht vor der Hochzeit (Radio Bremen)
- 1958: Ereignis im FD 411 (Norddeutscher Rundfunk)
- 1963: Eheschule für Männer (Radio Bremen)
- 1963: Cäsar und Cleopatra (Radio Bremen)
- 1965: Ist das die Möglichkeit (Radio Bremen)
- 1965: Camel Bluff. Erlebnisse eines Super-Detektivs (sechs Folgen, Radio Bremen)

## Filmografie (Auswahl)
Regie
- 1951: Vom Manuskript zum Hörspiel
- 1955: Prozeß in Dur
- 1959: Tim und die dienstbaren Geister

Drehbuch
- 1953: Der Nächste, bitte!